# 勒加洲
勒加洲 (ラッカチャウ、英語: La Ka Chau) は、香港新界西貢区にあった島。西貢市の北東部に位置した。

## 歴史
1980年代までに、西貢墟の向こうの海が埋め立てられたため、島はなくなり、今西貢公衆停車場の一部になった。